# Dorfgeschichte
Der Begriff Dorfgeschichte bezeichnet im engeren Sinne eine Erzählung bzw. Kalendergeschichte, deren Handlung im dörflichen Milieu angesiedelt ist. Im weiteren Sinne bezeichnet er nicht nur erzählerische Kleinformen, sondern auch Novellen und Romane (Bauernromane, Heimatromane).
Da das Genre der Dorfgeschichte – als Kleinform, die in Volkskalendern und ähnlichen Periodika veröffentlicht wurde – sich nur im deutschsprachigen Raum entwickelt hat, wird der Ausdruck ausschließlich in Bezug auf deutschsprachige Literatur verwendet.

## Geschichte des Genres
Als Bezeichnung für fiktionale Literatur, die das ländliche Leben beschreibt, lässt das Wort „Dorfgeschichte“ sich seit mindestens 1834 nachweisen. Weite Verbreitung erlangte der Terminus aber erst, als in der Zeitung für die elegante Welt von 1842 an Berthold Auerbachs Schwarzwälder Dorfgeschichten zu erscheinen begannen. Von da an folgten weitere Erzählungen mit den Untertiteln „Dorfgeschichte“ in großer Zahl, darunter
Der lahme Hans (1842) von Wilhelm von Pochhammer,
Der Bälgentreter von Eilersrode (1845) von Georg Gottlieb Schirges,
Der Hahnpfalz (1845) von Sylvester Wagner,
Stefan der Kesselflicker (1846) von August Kleemann,
Käthens Kopfhaare (1847) von Ludwig Scheyrer,
Der Dukatenbauer (1849) von Friedrich Bruckbräu,
Pfarre und Schule (1849) von Friedrich Gerstäcker
und Vater, Sohn und Enkel (1850) von Marie Nathusius.
Auch Friedrich Hebbel, aus armem ländlichem Milieu herkommend, hat einige Geschichten in dörflicher Szenerie spielen lassen (z. B. Die Kuh, 1849), sich aber zugleich in scharfen Worten gegen die „Bauern-Verhimmlung unserer Tage“ ausgesprochen, so dass Jürgen Hein ihn als Begründer der „Anti-Dorfgeschichte“ bezeichnet.
1853–1855 erschienen in der Schweiz Alfred Hartmanns Kiltabendgeschichten; obwohl dieser Autor vor allem durch seinen Geschichtsroman Meister Putsch und seine Gesellen (1858) bekannt geworden ist, hat er selbst die Dorfgeschichte als sein eigentliches Genre bezeichnet.
Noch Karl May begann seine Publikationslaufbahn 1874 mit einer Dorfgeschichte, Die Rose von Ernstthal, die erstmals im August 1874 im Wiener literarischen Periodikum Novellen-Flora erschien und der er bald weitere Erzgebirgische Dorfgeschichten folgen ließ.
Ein weiterer produktiver Autor von Dorfgeschichten war seit 1879 Ludwig Anzengruber. Zur Ausdehnung des Begriffs auch auf erzählerische Großformen trug Anzengruber bei, indem er seinem 1885 erschienenen Roman Der Sternsteinhof den Untertitel „Eine Dorfgeschichte“ gab.
Auch zu erwähnen ist Wilhelm Raabe, der in seinen Werken oft die Schicksale der kleinen Leute auf dem Lande schilderte, deren Leben durch den technischen Fortschritt und die zunehmende Industrialisierung auf den Kopf gestellt werden, z. B. in Pfisters Mühle (1885).
Marie von Ebner-Eschenbach publizierte 1881 einen Sammelband Dorf- und Schloßgeschichten, dem 1886 ein Band Neue Dorf- und Schloßgeschichten folgte.